# Levänluhta

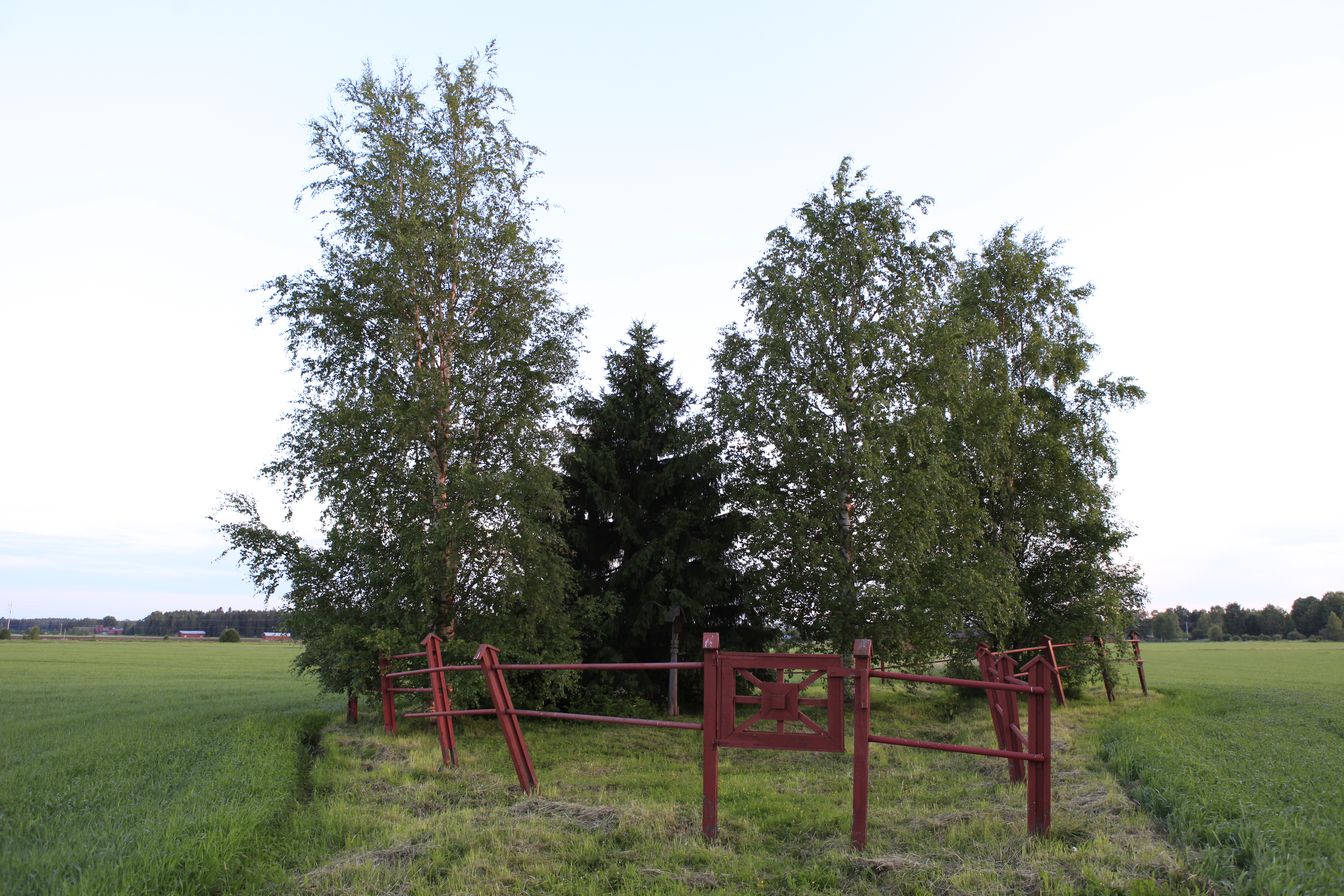
Der Fundplatz 2013

Levänluhta oder auch Leväluhta ist eine Quelle bei Orismala in der Gemeinde Isokyrö, Finnland, die vor allem für ihre rätselhaften eisenzeitlichen archäologischen Funde bekannt ist. Die erste schriftliche Erwähnung von Levänluhta stammt aus dem Jahr 1674, als der Gemeindepastor Israel Alftanus den Fund alter menschlicher Knochen an eine Institution in Stockholm meldete.
Einige der geborgenen Schädel sind in der Dauerausstellung des Finnischen Nationalmuseums ausgestellt.

## Befunde

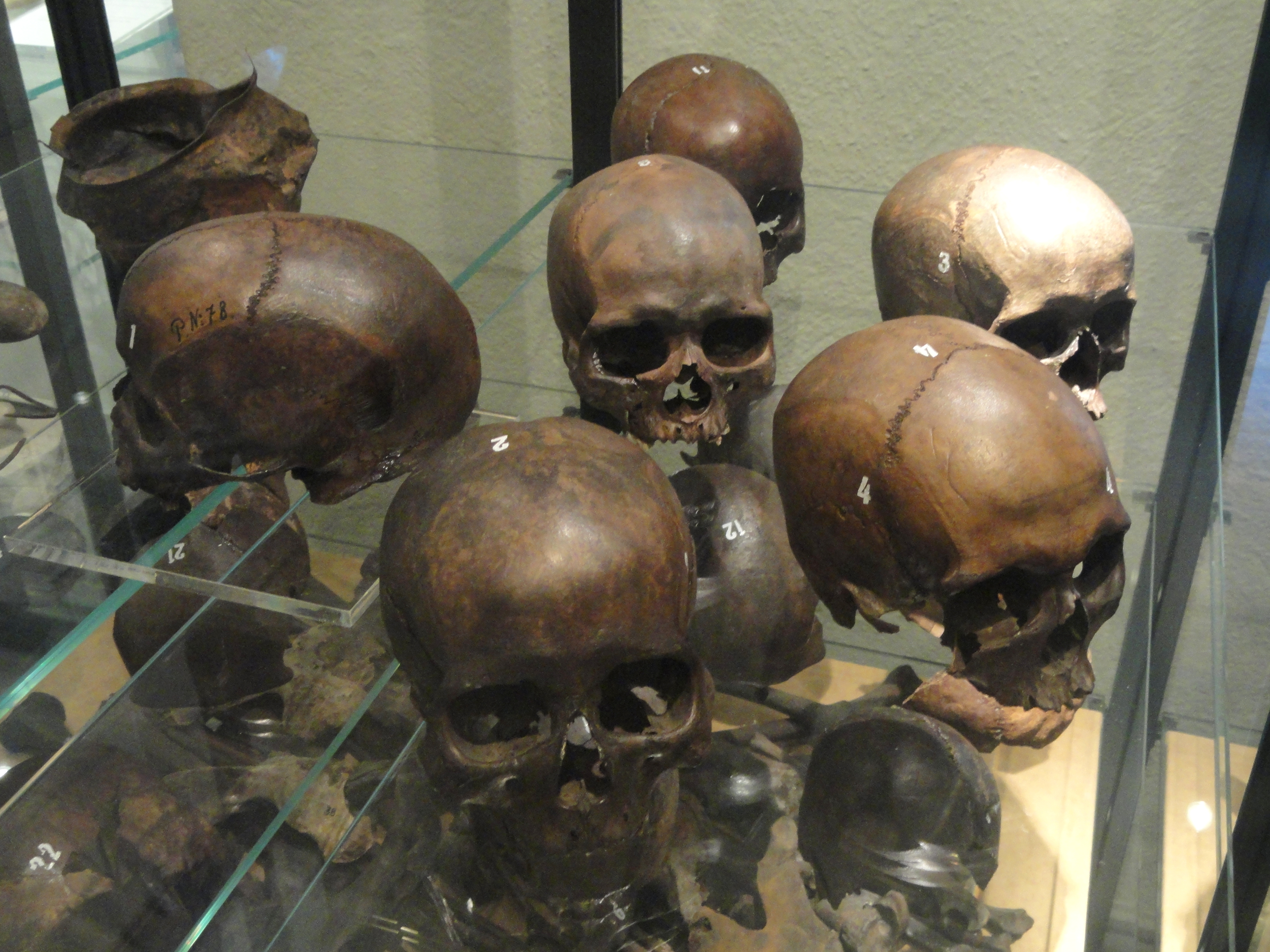
Einige Schädel im Finnischen Nationalmuseum

Bei archäologischen Ausgrabungen wurden die Überreste von nahezu hundert Leichen, einem römischen Kessel, Schnallen und provinzialrömischem Schmuck, aber auch tierische Knochen zutage gefördert, die in der Eisenzeit in dem dortigen Teich oder See begraben wurden. Heutzutage liegen an dieser Stelle nur noch ein paar kleine Quellen, jedoch ergaben Bodenuntersuchungen des Biologen Harald Lindberg in den 1910er Jahren Hinweise auf Seerosen und Haselpflanzen sowie Reste von Daphnien, was auf die Existenz eines größeren Gewässers im Altertum schließen lässt. Im Gegensatz zu den zahlreichen Feuchtbodenfunden Nordwesteuropas mit gut erhaltenen Weichteilen haben sich Weichteile der Körper hier kaum erhalten.
Zunächst ging man davon aus, dass die hier gefundenen Menschen außergewöhnlich klein waren, mit Männern von durchschnittlich 158 cm und Frauen von 147 cm. Eine kürzlich durchgeführte Studie von Markku Niskanen an der Universität Oulu zeigte jedoch, dass die Mehrheit der Erwachsenen Frauen waren und dass ihre durchschnittliche Körpergröße deutlich größer als oben beschrieben war und sich nicht signifikant von der anderen nordischer Menschen unterschied. Laut der Studie wurden mit den Leichnamen auch zahlreiche Wertsachen niedergelegt, woraus geschlossen werden kann, dass es sich nicht um Unfreie handelte.
Eine Prospektion der Umgebung des Fundplatzes im Jahr 2014 erbrachte keine Siedlungsspuren, was auf einen weit abseits einer Siedlung gelegenen Bestattungsplatz hindeutet. Basierend auf den gefundenen menschlichen Knochen wurde Levänluhta von etwa 300 bis ins Jahr 800 als Bestattungsplatz verwendet, worüber verschiedene Theorien aufgestellt wurden.

### Genetische Analysen
Laut genetischen Untersuchung der Überreste von sieben Individuen von Levänluhta waren sechs Personen eng mit den heutigen Samen verwandt, wohingegen ein Individuum mit den heutigen Litauern, Norwegern und Isländern enger verwandt war. Drei Individuen aus der Samen-Gruppe wurden detaillierter untersucht. Eines von ihnen war den gegenwärtigen Samen sehr nahe, eines wies etwas asiatischere Merkmale auf und eines ähnelte den gegenwärtigen Esten.

### Tierische Funde
Die in Levänluhta relativ häufig vorkommenden tierischen Knochen scheinen verschiedenen Zeiträumen, auch außerhalb der eigentlichen Belegungszeit, zuzugehören. Nach den Radiokarbondatierungen stammen Rinderknochen aus der vorrömischen Eisenzeit, etwa 500–1 v. Chr., wohingegen Pferdeknochen aus dem frühen Mittelalter stammen. Nur die Knochen heimischer Hühner laufen gleichzeitig mit den Bestattungen Levänluhtas. Die Rolle dieser Tierknochen soll noch genauer untersucht werden.

## Interpretation
Lange Zeit wurde die Fundstelle als Opferstätte angesehen und die den hier deponierten Individuen als Menschenopfer angesehen. Dies wäre nicht ungewöhnlich, da es aus dem germanischen und keltischen Kulturkreisen zahlreiche Vergleichsfunde von geopferten Menschen in Mooren, Sümpfen und Seen gibt. Das Motiv des „Nehmens“ von Kindern und auch von Männern ist auch aus alten finnischen Legenden bekannt ist.
Gegen diese Theorie sprechen die Beobachtungen, dass an der Mehrheit der Skelette keine Anzeichen von Gewalteinwirkung erkennbar sind, was auf einen Bestattungsplatz hindeuten würde.
Einige Wissenschaftler spekulieren, dass es sich hier um ein Massengrab für Menschen handeln könne, die in Folge einer Krankheitsepidemie oder Hungersnot verstarben. Jedoch spricht die lange Belegungszeit eher gegen eine individuelle Katastrophe, die in dieser Periode auch an anderen Orten in Finnland nicht nachweisbar ist.
Nach der neuesten Interpretation handelt es sich bei dem Fundplatz um einen von einer Siedlung entfernt gelegenen Friedhof für Frauen und Kinder.

## Vergleichsfunde
Der einzige Fundplatz, der direkt mit Levänluhta vergleichbar ist, ist Vöyrin Käldamäki, wo die Überreste von sechs Verstorbenen gefunden wurden. Käldamäki wurde wahrscheinlich zur gleichen Zeit wie Levänluhta belegt. Levänluhta war einst ein Teich oder ein kleiner See, wohingegen Käldamäki im Altertum eine verlandete Bucht war.